# 奧科西托河
奧科西托河（西班牙語：Río Ocosito）是危地馬拉的河流，河道全長107公里，流域面積2,035平方公里，發源自恰帕斯州馬德雷山脈，流經克薩爾特南戈省和雷塔盧萊烏省，最終注入太平洋。

## 外部連結
- Map of Guatemala including principal rivers, from University of Texas